# Bergakademie Schemnitz

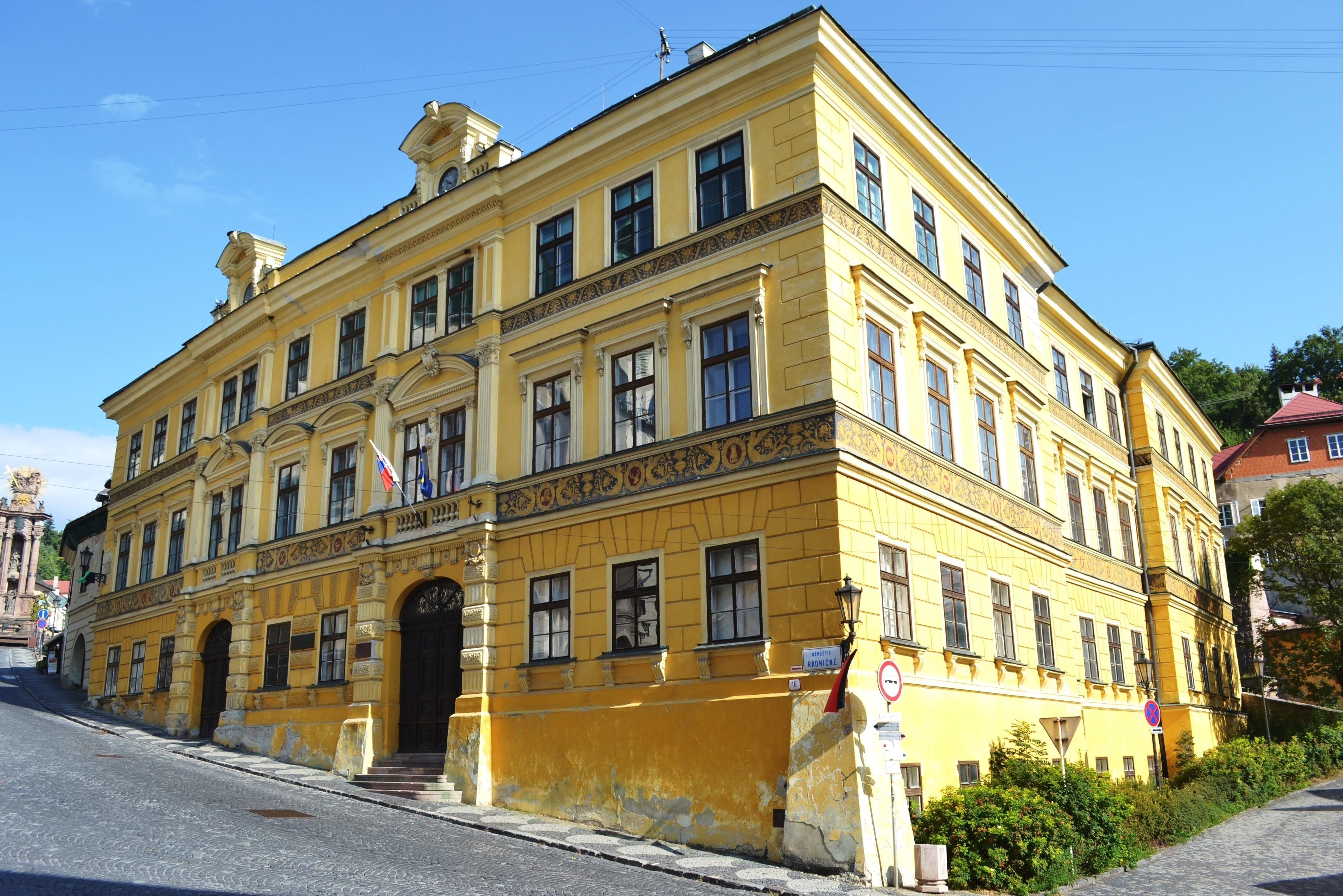
Einstiger Sitz des Rektorats im späten 19. Jahrhundert

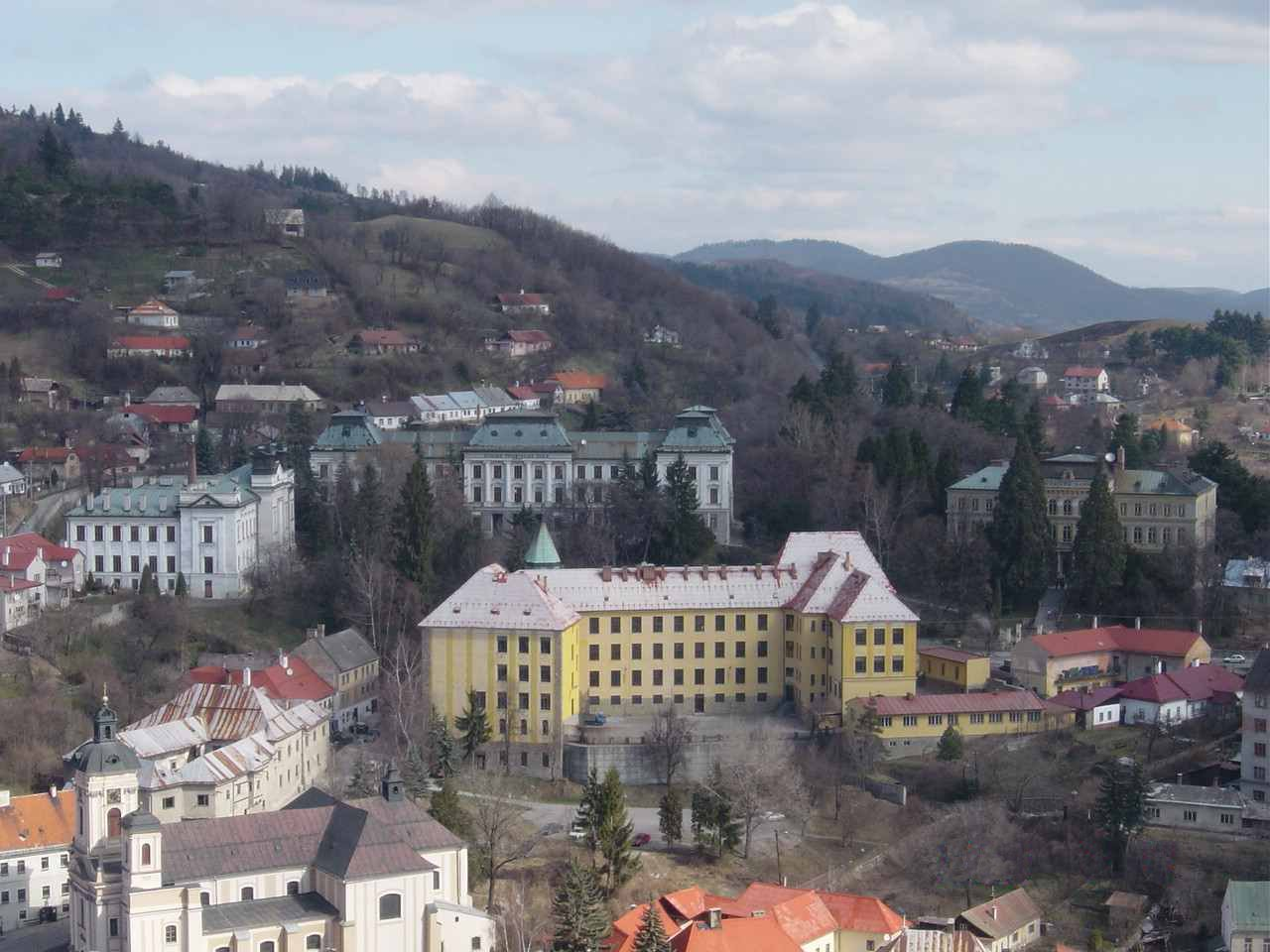
Akademiegebäude in Banská Štiavnica

Die Bergakademie Schemnitz war eine zwischen 1762 und 1770 gegründete österreichische, später ungarische Bergakademie in Schemnitz (Banská Štiavnica) in der heutigen Mittelslowakei.

## Geschichte
Eine direkte Vorläuferin der Bergakademie war die 1735 gegründete Bergschule (Berg Schola), die zunächst auf den älteren Ausbildungsformen der zukünftigen Bergbeamten aufbaute. Einem Antrag des Prager Bergbeamten Johann Thaddäus Anton Peithner folgend, beschlossen die Wiener Zentralbehörden Ende des Jahres 1762 die Gründung einer praktischen Bergschule für das ganze Habsburgerreich. Diese Institution, die zu Anfang in einer bescheideneren Form realisiert wurde, konnte bis 1770 schrittweise zu einer vollen Bergakademie (Namen: bis 1770 praktische Lehrschule, 1770–1846 Bergakademie, 1846–1904 Berg- und Forstakademie, 1904–1919 Berg- und Forsthochschule) ausgebaut werden.
Im Jahr 1763 wurde der aus den österreichischen Niederlanden stammende Wiener Botaniker und Chemiker Nikolaus Joseph von Jacquin zum ersten Lehrstuhlinhaber (am Lehrstuhl für Chemie, Mineralogie und Hüttenwesen) ernannt. Seine Vorlesungen begann er allerdings erst ein Jahr später. 1765 berief die Wiener Hofkammer den Grazer Jesuitenpater Nicolaus Poda von Neuhaus auf den neu errichteten Lehrstuhl für Mathematik, Physik und Mechanik. Schließlich bekam als letzter Professor in dieser Anfangsphase der Bergakademie Christoph Traugott Delius den Lehrstuhl für Bergbaukunde und Bergkameralistik. Mit der Errichtung dieses dritten Lehrstuhls wurde das Ausbildungsangebot entsprechend der damaligen Gliederung des montanistischen Wissens komplettiert. Dem ganzen Studium wurde ein verbindlicher Rahmen in Form eines Studienplans gegeben und die Schule (wahrscheinlich dem Freiberger Modell folgend) zur Bergakademie umbenannt. Gleichzeitig mit der 1765/66 gegründeten Bergakademie in Freiberg/Sachsen entstand auf diese Weise die erste akademische Ausbildungsanstalt im Bereich der Montanwissenschaften.
Besonders im Bereich der chemischen Wissenschaften genoss die Ausbildung auch international hohes Ansehen. Unter Jacquins Nachfolgern Giovanni Antonio Scopoli und Anton von Ruprecht hatte die praktische Ausbildung im Laboratorium weiterhin einen besonderen Stellenwert. Dies wurde auch von den ausländischen Besuchern anerkannt.
Die Zahl der Studenten der Akademie wuchs in dieser Zeit bis in die Mitte des 19. Jahrhunderts kontinuierlich an. Diese Tatsache wirkte sich allerdings auf den Unterricht der Bergakademie nicht nur positiv aus. Die mangelnde personelle und zeitweise auch vernachlässigte materielle Ausstattung hatte immer größere negative Auswirkungen auf die Qualität der Ausbildung. Diese Entwicklungen führten zu krisenhaften Erscheinungen, denen man Anfang der 1830er und Mitte der 1840er Jahre nicht ganz erfolgreich zu begegnen suchte. Es wurden mehrere Reformversuche unternommen, die aber erst Mitte des 19. Jahrhunderts systematische Form bekamen.
Der starke Anstieg anderer technischer Bildungsangebote in der ersten Hälfte des 19. Jahrhunderts, die massive Krise der Revolutionsjahre 1848/1849, als die meisten Studenten an die neue Montanistische Hochschule in Leoben, die heutige Montanuniversität Leoben, abzogen, und die Magyarisierung des Unterrichts nach dem österreichisch-ungarischen Ausgleich 1867 drängten die Akademie in Marginalität, die sich auch äußerlich mit dem Niedergang des Schemnitzer Bergbaus verband. Um 1900 wurden mehrere vergebliche Initiativen gestartet die Hochschule aus Schemnitz nach Budapest zu verlegen.
Die Gründung der Tschechoslowakei im Winter 1918/19 führte schließlich im folgenden Jahr zum Abzug der Professoren nach Sopron in Ungarn, wo die Schule bis heute als Westungarische Universität besteht. Im Areal der Hochschule wurde eine Chemie-, Bergbau- und forstwirtschaftliche Fachschule gegründet, die teilweise bis heute betrieben werden.

## Professoren und weitere Lehrer vor 1848
Lehrstuhl für Chemie, Mineralogie und Metallurgie:
- 1763–1769 Nikolaus Joseph von Jacquin
- 1769–1777 Johann Scopoli
- 1779–1792 Anton Leopold Rupprecht von Eggenberg (ung. Ruprecht Antál)
- 1792–1810 Michael Ignaz Patzier
- 1810–1820 Michael Höring
- 1820–1835 Alois Peter Wehrle
- 1835–1837 Joseph Ertl (als Vertretung)
- 1837–1851 Joseph Bachmann

Lehrstuhl für Mathematik und Physik:
- 1765–1771 Nicolaus Poda von Neuhaus
- 1771–1780 Carl Thierenberger
- 1780–1788 Johann Baptist Szeleczký
- 1788–1790 Karl Haidinger
- 1791–1792 Johann Lill (als Vertretung)
- 1792–1798 Andreas Prybila
- 1798–1805 Johann Möhling
- 1805–1809 Franz Xaver Reichetzer
- 1809–1833 Joseph Schitko
- 1834–1841 Johann Adriany (als Vertretung)
- 1841–1847 György (Georg) Nyáry (als Vertretung)
- 1847–1849 Christian Doppler

Lehrstuhl für Bergbaukunde und Bergrecht:
- 1770–1772 Christoph Traugott Delius
- 1772–1777 Johann Thaddäus Anton Peithner
- 1777–1809 abwechselnd von Professoren der Mathematik und der Chemie unterrichtet
- 1809–1812 Franz Xaver Reichetzer
- 1812–1841 Johann Nepomuk Lang von Hanstadt
- 1841–1844 Ferdinand Landerer (als Vertretung)
- 1844–1849 Johann Adriany (bis 1847 als Vertretung)

Forstinstitut:
- 1808–1832 Heinrich David Wilckens
- 1835–1847 Rudolf von Feistmantel